# تاتاری سرخمیده

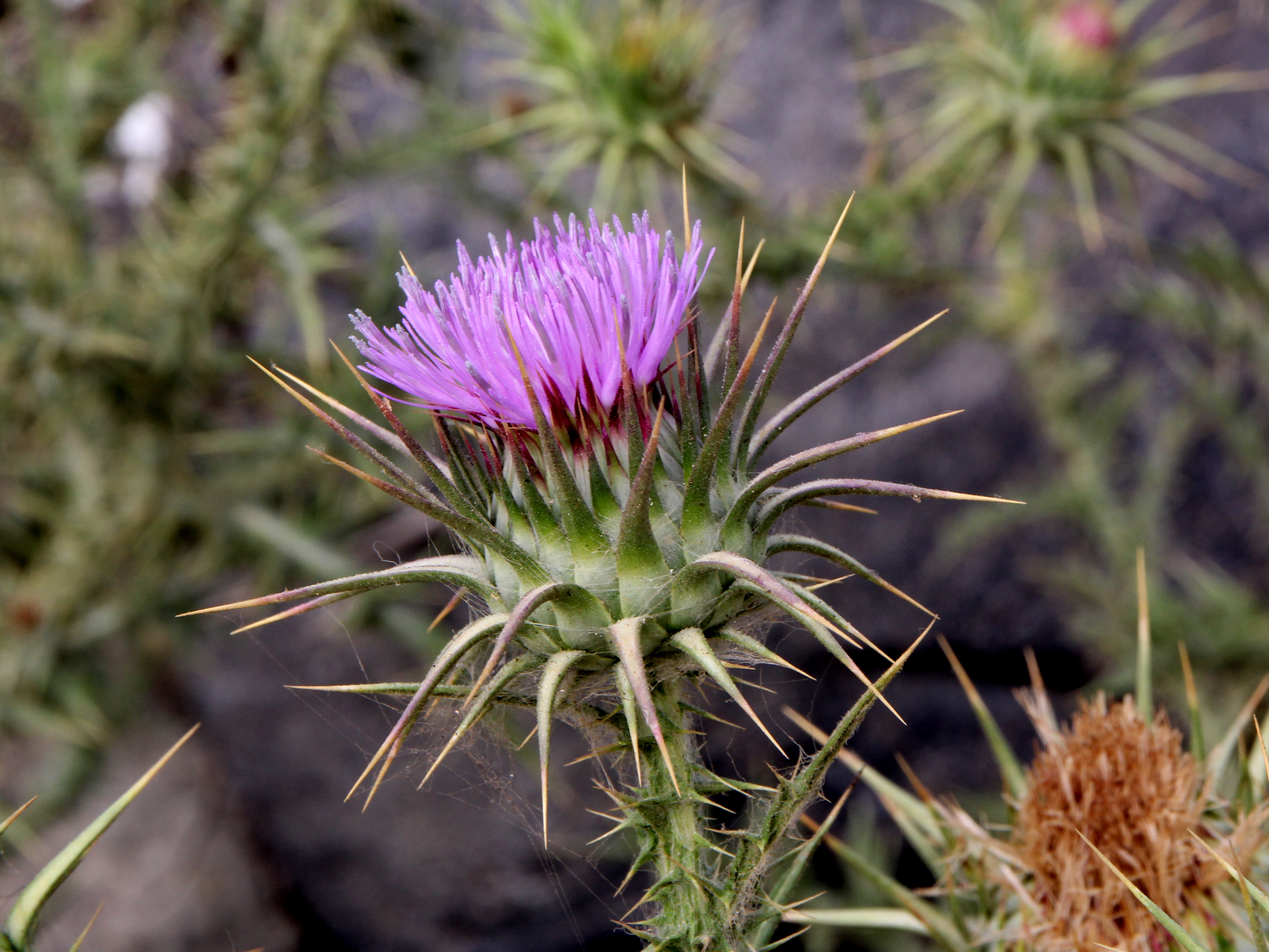
Carduus nutans

تاتاری سرخمیده (نام علمی: Carduus nutans) نام یک گونه از سرده تاتاری است.